# 埃托瓦县
埃托瓦县（英語：Etowah County）是位于美国亚拉巴马州东北部的一个郡，县治加兹登。根据美国人口普查局2020年统计，共有人口10萬3,436人，其中白人占82.87%、非裔占14.68%。